# ウェディングベル
ウェディングベル
- 結婚式で鳴らされる祝福の鐘を指す。
- TBSのテレビ番組。以下で説明する。

『ウェディングベル』は、1993年10月12日から1997年3月18日まで、TBS系列で毎週火曜19:00 - 19:54（JST）に放送されたお見合いバラエティ番組である。

## 概要
本番組は、TBS社内の公募企画において採用された番組である。企画提出においては、プロデューサーの神保泰宏が統括し、放送作家の筏井正樹が企画書をまとめあげた。テレビで見合いを実施するバラエティ番組であり、総合司会には元日本テレビアナウンサーの徳光和夫・元TBSアナウンサーの生島ヒロシ・三雲孝江の3人が起用された。
スタート当初は月曜から木曜までの帯番組『ザッツ!』の火曜日の企画として『ザッツ! ウエディングベル』というタイトルでスタートしたが、1994年3月の番組改編で『ムーブ』以来1年半続いた帯企画が廃止された後も、引き続き火曜日の番組として継続された。
毎週男女20人が出場し、コンピューターを駆使した心理テストを行い、理想の結婚相手を探す内容であった。男女のマッチングにおける情報の正確さは番組に緊張感を与えた。また、出演する男女の中にはバツイチ・死別（寡婦・寡夫）、それらに起因する子連れ再婚などさまざまな理由を抱えている場合も少なくなかった。

## 出演者

### 総合司会
- 徳光和夫
- 生島ヒロシ
- 三雲孝江

## エンディングテーマ
- 中西保志/小椋佳「歓送の歌」
- 本田美奈子with楠瀬誠志郎「Fall In Love With You-恋に落ちて-」
- 又紀仁美「YOU&LOVE」
- さだまさし「ヴァージン・ロード」

## スタッフ
- 構成：鈴木桂、矢頭浩、岩崎元哉、菊池裕一、玉丸美雪、筏井正樹
- TD：小林敏之、浜田泰生
- VE：奥村秀樹、高松央
- カメラ：日比谷勝
- 音声：松岡武男
- 照明：久保田芳實、伊藤博介
- TK：岡田美恵子
- 選曲効果：溝口博子
- MA：河村成治、伊東忠美
- 編集：藪下一也、村上安弘、高橋智子
- EED：今田久子、高田恒人
- 美術プロデューサー：宮沢利昭
- 美術デザイン：根本真一、榎芳栄
- 美術制作：佐藤隆男
- メカシステム：金野寿雄、井上恒
- 装置：早坂和憲
- 装飾：加藤秀喜
- 電飾：近藤明博、庄子泰広
- コンピューター：テクノネット
- モニター：KOWA
- メーク：アーツ
- 衣装：藤川政志
- 持道具：京阪商会
- CG：オーガスト
- 視聴者電話：ベルシステム24、アイビーシステム
- 宣伝：伏木賢一、大川修司
- 制作協力：TBSビジョン、スタッフ東京
- ディレクター：白井一弥、清水雅哉
- 事務局：野口満男
- プロデューサー：大谷哲郎
- デスク・AP：山崎玲
- 演出：薄井裕介
- チーフプロデューサー：神保泰宏
- 制作：西依正博
- 製作著作：TBS